# Nixon in China
Personnages
- Richard Nixon (baryton)
- Mao Zedong (ténor)
- Zhou Enlai (baryton)
- Pat Nixon (mezzo-soprano)
- Henry Kissinger (basse)
- Jiang Qing (soprano)

Airs
- The People Are the Heroes Now (choer) — Acte I
- This Is Prophetic (Pat) — Acte II
- I Am the Wife of Mao Tse-Tung (Jiang Qing) — Acte II
- The Chairman Dances — Acte III

Nixon in China, écrit entre 1985 et 1987, est un opéra dont la musique est composée par John Adams, sur un livret d'Alice Goodman. Le thème est la visite de Richard Nixon en Chine en 1972, où il rencontre Mao Zedong et d'autres officiels chinois, marquant un tournant dans les rapports sino-américains.

## Historique
L'œuvre est commandée par la Brooklyn Academy of Music, le Houston Grand Opera et le John F. Kennedy Center for the Performing Arts. L'idée d'un opéra sur ce thème provient du metteur en scène Peter Sellars avec qui le compositeur travaille à la création de cet ouvrage. Nixon in China est le premier opéra du compositeur et le livret est écrit par Alice Goodman d'après les discours des deux chefs d'État, Richard Nixon et Mao Zedong.
La première a lieu au Houston Grand Opera, le 22 octobre 1987, avec une production de Peter Sellars et d'Edo de Waart dirigeant l'Orchestre de l'église Saint-Luc, et une chorégraphie de Mark Morris.

## Description
L'opéra se concentre sur les personnalités et les histoires personnelles des six personnages principaux : Richard Nixon et sa femme Pat, Jiang Qing et Mao Zedong, et les deux conseillers personnels des deux parties, Henry Kissinger et Zhou Enlai. Il se compose de trois actes et six tableaux. 
Le premier acte détaille l'impatience, l'arrivée de Nixon et son cortège, la première rencontre et le premier soir en Chine. Le second acte se concentre plus particulièrement sur Pat Nixon, alors qu'elle visite la campagne chinoise, et qu'elle se rend même dans une ferme à cochons. La deuxième scène comprend la représentation d'une pièce de propagande communiste, dans laquelle d'abord Pat Nixon, puis son mari et enfin Jiang Qing, interviennent pendant le spectacle. Le dernier acte raconte la dernière nuit en Chine, où l'on voit les protagonistes danser le foxtrot tout en pensant à leurs passés respectifs. John Adams s'intéresse particulièrement au choc des cultures dans son ouvrage, sans s'attarder sur les aspects politiques et diplomatiques.
L'opéra garde dans sa composition, de nombreuses références classiques, telles que le choix de barytons pour les rôles sérieux et celui d'une soprano coloratura pour Madame Mao, décrite comme relativement fanatique. La composition est sans doute plus influencée par la musique des big bands des années 1940 que par des styles asiatiques. John Adams adapte le thème joué pendant le foxtrot dans le dernier acte en une pièce intitulée The Chairman Dances, publiée avant l'opéra, en 1985. Durant le laps de temps entre les deux, Adams change d'éditeur, en conséquence The Chairman Dances est publié par G. Schirmer alors que l'opéra l'est par Boosey & Hawkes. À l'inverse, le livret est entièrement écrit en couplets dont les vers riment et ont le même nombre de pieds, ce qui rappelle la poésie et le théâtre chinois.

## Argument

### Acte I

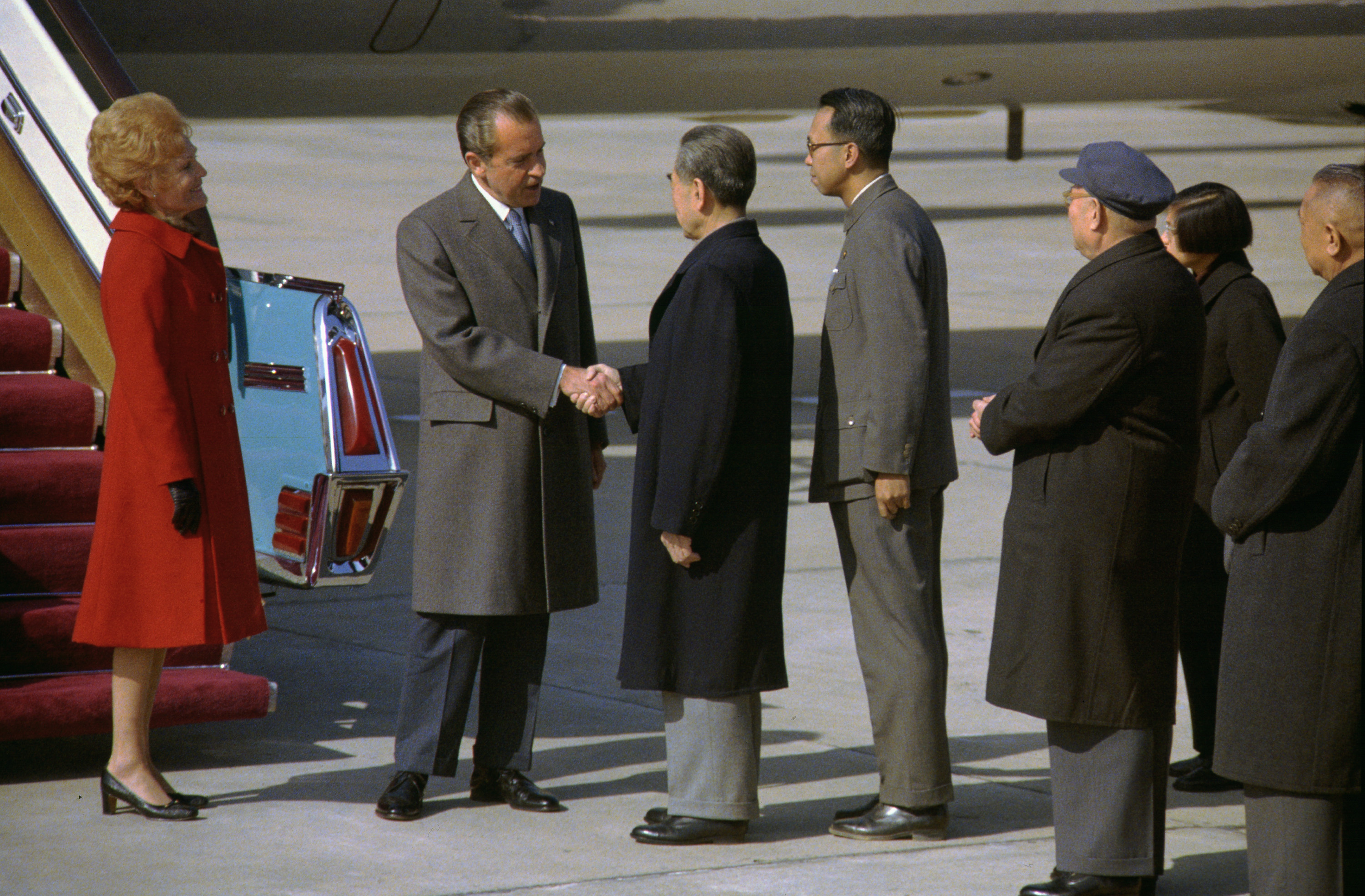
Première poignée de main entre Richard Nixon et Zhou Enlai.

L'opéra commence à l'aéroport de Pékin. Un détachement de troupes chinoises défile sur la scène et chante une chanson des années 1930 de l'Armée populaire de libération, Les trois principales règles de la discipline et huit points qui méritent attention (The Three Main Rules of Discipline and Eight Points of Attention). Alors que les soldats attendent, un avion roule sur la piste et atterrit sur la scène ; les Nixon et Henry Kissinger débarquent, et sont accueillis par Zhou Enlai. Nixon est alors présenté à divers officiels chinois par Zhou, et chante ses espérances et ses craintes concernant sa visite historique.
Plus tard, Richard Nixon et Kissinger visitent le cabinet de Mao en compagnie de Zhou. Alors que Nixon tente d'exposer ses intentions avec une vision simple et simpliste de la paix entre les États-Unis et la Chine, Mao voudrait discuter de philosophie avec Nixon et parle en énigmes. La visite n'est pas exactement un succès, et le vieux Mao est vite fatigué. Zhou s'en va alors avec Nixon et Kissinger.

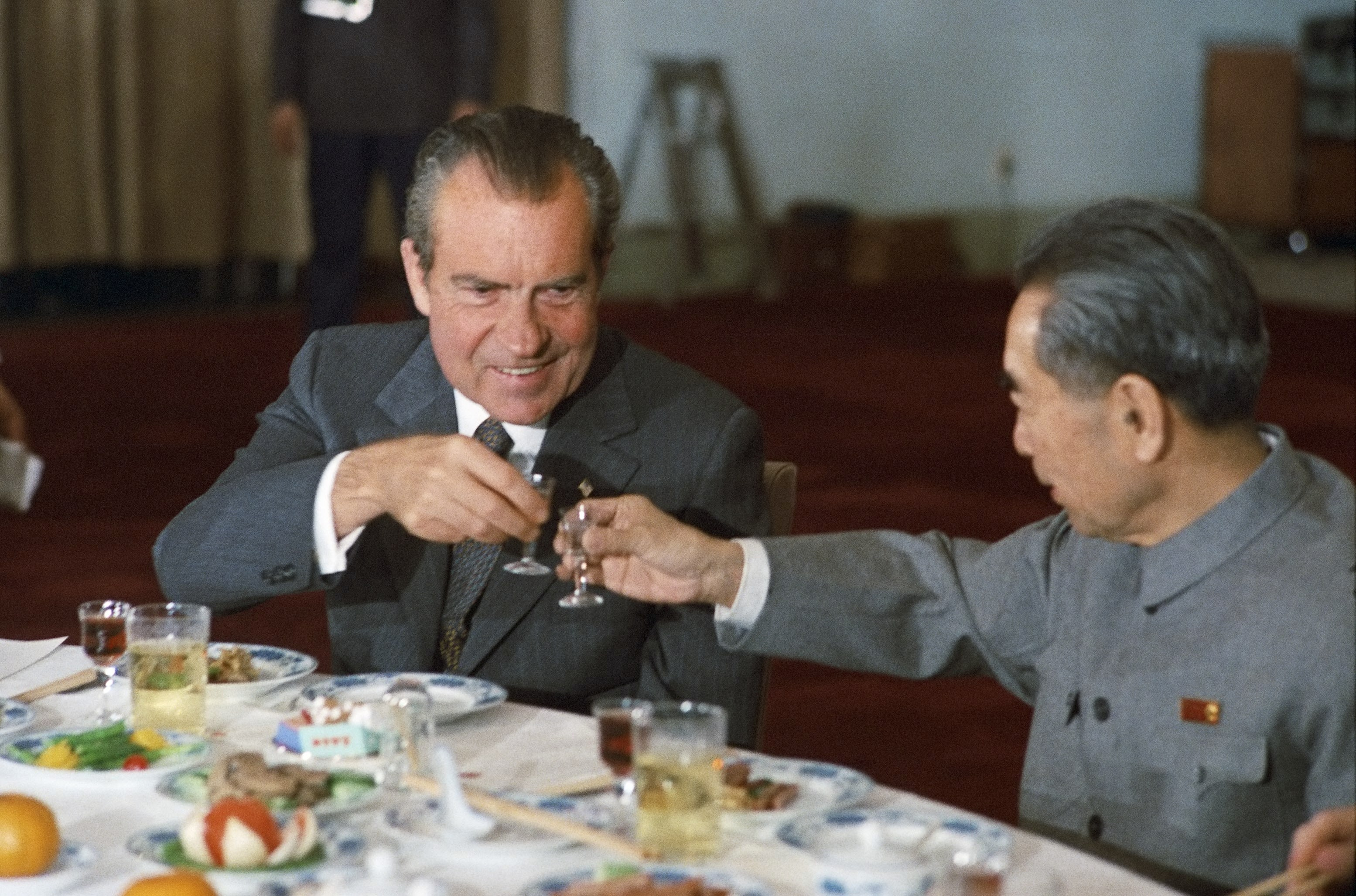
Toast entre Nixon et Zhou au banquet.

Durant la première nuit de la visite, un grand banquet pour la délégation américaine est tenu dans le « Grand Hall du Peuple » (Great Hall of the People). Les Nixon et Zhou se détendent peu à peu ensemble à mesure que la bonne nourriture et les boissons fortes font leur effet. Zhou se lève et porte un toast à la délégation américaine, empreint d'une flatterie excessive, et souhaite une coexistence pacifique. Nixon répond aimablement, en rendant grâce aux Chinois pour leur hospitalité, et revient sur son opposition à la Chine. La fête continue au gré de compliments mutuels et de toasts.

### Acte II
Pat Nixon est emmenée vers plusieurs lieux montrant la vie quotidienne des Chinois - une fabrique de verre, une ferme de cochons et une école primaire. Cependant, ce que disent à Pat les guides chinois est guindé et formel - ils font peu allusion au côté répressif de la vie en Chine qui existe derrière la façade que l'on montre aux dignitaires étrangers. Pat chante une aria à propos de ses espoirs pour le futur, un futur pacifique de modestie et de bonne entente entre voisins, un futur basé sur les valeurs de l'Amérique profonde.

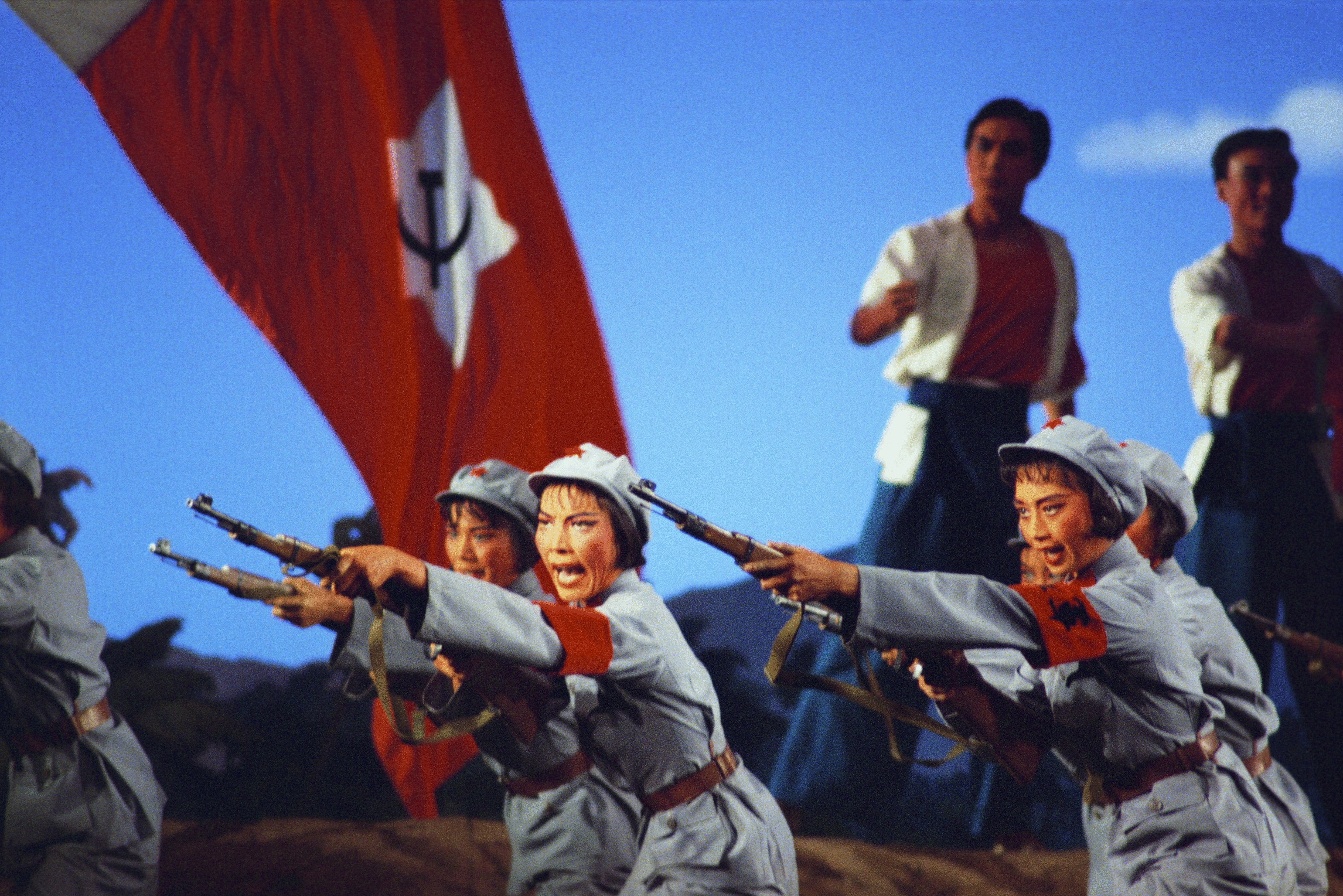
Ballet Le Détachement rouge des femmes donné en l'honneur du couple Nixon.

Dans la soirée, les Nixon vont à l'opéra, pour voir une pièce écrite par Madame Mao nommée Le Détachement féminin rouge. La pièce est un exemple simpliste de musique et de théâtre influencés par la politique, avec des paysans opprimés sur une île tropicale, et sauvés de leur brutal patron par les femmes héroïques de l'Armée rouge.
Cependant, les personnages principaux interfèrent en quelque sorte avec l'opéra, chacun révélant sa propre nature : Pat Nixon défend les faibles, Kissinger est du côté du maître brutal, et Madame Mao veut sauver les paysans à tout prix, ce qui la conduit à une brutalité pire que celle du maître. Finalement, une émeute apparaît sur la scène, avec Zhou et Madame Mao de chaque côté - l'opéra devient un remake de la révolution culturelle.

### Acte III
Durant la dernière nuit des Américains à Pékin, il devient évident aux yeux de tous qu'il n'y aura pas de grand changement — le communiqué de Shanghaï n'est rien que des mots, une formule destinée à sauver les apparences vis-à-vis de la presse internationale. Les personnages principaux regardent vers leur passé — les Mao et les Nixon évoquent leurs luttes respectives dans leurs jeunes années, Richard Nixon se souvient de sa jeunesse, alors qu'il était marin. Seul Zhou semble voir plus loin, demandant « Combien des choses que nous avons faites étaient bonnes ? », avant d'écarter ses doutes et de retourner avec lassitude à son travail.

## Distribution des rôles
| Rôle                                     | Tessiture     | Première, 22 octobre 1987 (Edo de Waart) |
| ---------------------------------------- | ------------- | ---------------------------------------- |
| Richard Nixon                            | baryton       | James Maddalena (en)                     |
| Pat Nixon                                | soprano       | Carolann Page (en)                       |
| Zhou Enlai                               | baryton       | Sanford Sylvan (en)                      |
| Mao Tse-tung                             | ténor         | John Duykers (en)                        |
| Henry Kissinger                          | basse         | Thomas Hammons                           |
| Chiang Ch'ing                            | soprano       | Trudy Ellen Craney                       |
| Nancy T'sang, première secrétaire de Mao | mezzo-soprano |                                          |
| Deuxième secrétaire de Mao               | mezzo-soprano |                                          |
| Troisième secrétaire de Mao              | mezzo-soprano |                                          |
| Danseurs, miliciens, citoyens de Pékin   |               |                                          |

## Instrumentation
L'instrumentation de Nixon in China comprend les instruments suivants :
- Bois : 2 flûtes, 2 hautbois, 1 clarinette en mi  (2 clarinettes, 1 saxophone soprano) ;
- cuivres : 1 saxophone soprano (2 saxophones alto, 1 saxophone baryton), 3 trompettes, 3 trombones ;
- percussionniste, 2 claviers électroniques ;
- cordes : 12 violons, 4 altos, 4 violoncelles, 2 contrebasses.

## Réception de l'opéra
Nixon in China est souvent considéré comme étant l'œuvre la plus importante de John Adams, et comme étant un des grands opéras du XXe siècle,.  Même après la fin de la guerre froide, le thème de l'opéra, la musique et le livret se distinguent par leur degré de sophistication et leur accessibilité. L'ouvrage est par ailleurs l'un des premiers à traiter de sujets politiques de l'histoire contemporaine.
L'opéra acquit une réputation importante après son enregistrement en 1988 par la distribution originale et l'Orchestre de l'église Saint-Luc, dirigé par Edo de Waart (publié par Nonesuch Records), qui bénéficiait d'une distribution solide et d'une performance vibrante des musiciens, avec beaucoup d'engagement dans la pièce, non seulement parmi les solistes mais aussi au sein de l'orchestre et des chœurs. Les barytons Sanford Sylvan (Chou) et James Maddalena (en) (Nixon) se distinguèrent par une performance particulièrement bonne. Depuis 2000, diverses nouvelles productions de l'opéra sont jouées, et sont bien reçues, notamment une production datant de 2006 du Chicago Opera Theater qu'il convient de distinguer. L'oeuvre est notamment donnée à Vancouver, Saint Louis, Long Beach, New York,  Londres et Toronto, en Allemagne (Francfort en 1992, Vienne en 1997, Fribourg en 2000), et en Italie (Vérone en 2008). Nixon in China est monté au Metropolitan Opera en 2011, reprenant la mise en scène initiale. Une mise en scène de Michael Cavanagh est à son tour proposée au San Francisco War Memorial Opera House  en juin 2012, après avoir été créée à Vancouver.
L'opéra est produit, pour la première fois en France, à la MC93, la maison de la culture de Seine-Saint-Denis à Bobigny, en décembre 1991, dans la mise en scène de Peter Sellars avec James Maddalena, puis par la suite, au théâtre du Châtelet en avril 2012, avec Franco Pomponi, June Anderson et Sumi Jo dans une mise en scène du Chinois Chen Shi-Zheng puis en mars 2023, Nixon in China est monté à l'Opéra de Paris sous la direction de Gustavo Dudamel et mis en scène par Valentina Carrasco, avec dans les deux rôles principaux Thomas Hampson et Renée Fleming.
En 2005, quelques pièces de l'opéra de Adams sont sélectionnées pour faire partie de la bande originale de huit heures du jeu de Sid Meier Civilization IV, représentant l'ère moderne.

## Enregistrements
- Nixon in China, Nonesuch Records, 1988, CD (7559 79177-2), dir. : Edo de Waart, Orchestre de l'église Saint-Luc[17].
- Nixon in China, Warner Records, 2011, DVD (enregistré en 1987)[14].
- (en) Nixon in China, de Peter  Gelb (prod.) et de Peter  Sellars (réal.), disque Blu-ray, 2 h 57 [présentation en ligne].